# Gouden Loeki
De Gouden Loeki is een Nederlandse televisieprijs voor de beste reclamespot. De prijs wordt sinds 1995 jaarlijks uitgereikt door Ster. De naam verwijst naar Loeki de Leeuw. In België bestaat een vergelijkbare prijs die de Gouden welp genoemd wordt.

## Verkiezing en uitreiking
De Gouden Loeki-verkiezing is de publieksprijs voor de beste, leukste of origineelste commercial van het jaar. Het Nederlandse publiek kan zelf stemmen via website en/of telefoon. De vijf commercials met de meeste stemmen gaan door naar de finale, die jarenlang werd gepresenteerd door Reinout Oerlemans, die het in 2007 voor het laatst deed, omdat hij in 2008 naar Amerika verhuisde. Tijdens een live televisie-uitzending strijden deze vijf commercials om de Gouden Loeki. De presentatie werd in 2008 overgenomen door Caroline Tensen en in 2009 weer, ditmaal door Chantal Janzen.
In 2008 werd de Gouden Loeki op een andere manier uitgereikt. In een uur durende liveshow volgde we het gezin De Vries, bestaande uit oma Cor (Nelly Frijda), vader Ron (Cees Geel), moeder Marja (Anneke Blok) en dochter Jennifer (Medi Broekman). De vier acteurs voerden een toneelstuk op samen met presentatrice Caroline Tensen. In dat jaar werd een Gouden Loeki-oeuvreprijs uitgereikt aan de acteur Harry Piekema voor zijn rol als filiaalmanager in de reclamespotjes van Albert Heijn.
Naast allerlei Nederlandse reclames worden ook buitenlandse reclames uitgezonden bij de Gouden Loeki, of oude reclames uit Nederland.
In 2010 werd de verkiezing gepresenteerd door Patrick Lodiers. De prijs werd uitgereikt door Arian Buurman, directeur van Ster. In 2011 werd op 22 december wederom de presentatie verzorgd door Patrick Lodiers en de uitreiking van de prijs door Arian Buurman. De bel- en sms-inkomsten werden gedoneerd aan Serious Request 2011. In 2012 was op 19 december de presentatie van de Gouden Loeki in handen van Ruben Nicolai en de prijs werd wederom uitgereikt door Arian Buurman. Ook in 2012 de werden bel- en sms-inkomsten gedoneerd aan Serious Request 2012. In 2013 was de presentatie in handen van Art Rooijakkers en de bel- en sms-inkomsten werden gedoneerd aan Serious Request 2013. De Gouden Loeki van 2014 werd echter niet in december 2014, maar op 14 januari 2015 uitgereikt. De presentatie was in handen van Sophie Hilbrand.
Voor 2021 werden voor het eerst ook een Zilveren Loeki en een Bronzen Loeki uitgereikt aan de reclames die op de tweede en derde plek waren geëindigd. 

## Winnaars Gouden Loeki
| Jaar | Merk                                           | Reclame                                           |
| ---- | ---------------------------------------------- | ------------------------------------------------- |
| 1995 | KLM                                            | Zwanen                                            |
| 1996 | Rolo                                           | Olifant                                           |
| 1997 | Melkunie                                       | Bommetje                                          |
| 1998 | Calvé Pindakaas                                | Goal                                              |
| 1999 | Gouden Gids                                    | Haai                                              |
| 2000 | Dommelsch                                      | Archeoloog                                        |
| 2001 | Centraal Beheer                                | Rio                                               |
| 2002 | Calvé Pindakaas                                | Voetballertje                                     |
| 2003 | Amstel Bier                                    | Klussen                                           |
| 2004 | Centraal Beheer                                | Leeuw                                             |
| 2005 | Planet Internet                                | Moderne Technieken                                |
| 2006 | Centraal Beheer                                | Acupunctuur                                       |
| 2007 | KPN                                            | Goeiemoggel                                       |
| 2008 | SP                                             | Thuiszorg                                         |
| 2009 | Heineken                                       | Walk in fridge                                    |
| 2010 | Calvé Pindakaas                                | Pietertje                                         |
| 2011 | T-Mobile Nederland                             | Altijd Samen                                      |
| 2012 | Telfort                                        | Lekker lang bellen                                |
| 2013 | ASR Nederland / Diergaarde Blijdorp/ Feyenoord | Olli                                              |
| 2014 | KNGF Geleidehonden                             | Buddyhond                                         |
| 2015 | Albert Heijn                                   | Meneer Van Dalen neemt afscheid                   |
| 2016 | Jumbo                                          | Helemaal Kerst met Jumbo                          |
| 2017 | Albert Heijn                                   | Appie Christmas                                   |
| 2018 | Staatsloterij                                  | Hondje Frekkel                                    |
| 2019 | Staatsloterij                                  | Egel Freddie                                      |
| 2020 | Staatsloterij                                  | Katje Frummel                                     |
| 2021 | Albert Heĳn                                    | Het Kleinste Grootste Liefdesverhaal van het Jaar |
| 2022 | Staatsloterij                                  | Wacht niet tot geluk je overkomt                  |
| 2023 | HEMA                                           | Kerst                                             |